# Trevor Steven
Trevor McGregor Steven (Berwick-upon-Tweed, 1963. szeptember 21.) angol válogatott labdarúgó, játékosmegfigyelő.

## Pályafutása
1980 és 1983 között a Burnley, 1983 és 1989 között az Everton, 1989 és 1991 között a skót Rangers, 1991–92-ben a francia Olympique Marseille, 1992 és 1997 között ismét a Rangers labdarúgója volt.
1985 és 1992 között 36 alkalommal szerepelt az angol válogatottban és négy gólt szerzett. Részt vett az 1986-os és az 1990-es világbajnokságon illetve az 1988-as és az 1992-es Európa-bajnokságon. Az 1990-es olaszország világbajnokságon a negyedik helyen végzett a válogatott csapattal.